# Единая нелинейная спинорная теория поля
Единая нелинейная спинорная теория поля — физическая теория, рассматривающая все элементарные частицы как возбуждённые состояния единого фундаментального дираковского спинорного поля, описываемого нелинейным спинорным уравнением. Единую нелинейную спинорную теорию поля развивали В. Гейзенберг, Д. Иваненко и ряд других учёных.
Современная физическая наука по ряду причин считает единую нелинейную спинорную теорию поля ошибочной теорией. Описать все элементарные частицы при помощи одного нелинейного уравнения не удаётся.